# 井岗村
井岗村是中华人民共和国广东省广州市从化区太平镇所辖的一个行政村。村委会设在中和里，位于神岗圩西北面约7千米。1958年人民公社化时成立井岗大队。1983年12月改称乡，1987年1月改称村。辖7条自然村（中和里、贝心、屏山、新安里、新村、玉堂里、西江里）。1998年时，全村共有462户，人口2454人。